# Coppa Libertadores 2017 (beach soccer)
La Coppa Libertadores di beach soccer 2017 è stata la seconda edizione di questo torneo.
Il torneo è stato confermato a dicembre 2015 e originariamente doveva svolgersi a Santa Cruz, in Bolivia. Tuttavia, a causa delle "interferenze dello stato" nel lavoro della Federcalcio boliviana (FBF), CONMEBOL ha deciso di spostare il torneo a Lambaré, Paraguay, nell'ottobre 2017.

## Organizzazione
I criteri per determinare la classifica di ciascun gruppo sono il numero di punti ottenuti in tutte le partite del gruppo.
Se due o più squadre hanno gli stessi punti, il loro posto nella classifica sarà deciso in base a quanto segue:
- maggior numero di punti ottenuti nelle partite di gruppo (scontri diretti) tra le squadre in questione;
- maggiore differenza di goal nelle partite di gruppo tra le squadre in questione;
- numero maggiore di goal segnati nelle partite di gruppo tra le squadre in questione;
- maggiore differenza reti in tutte le partite di gruppo;
- numero maggiore di goal segnati in tutte le partite del girone;
- un minor numero di cartellini rossi ricevuti durante la competizione;
- un minor numero di cartellini gialli ricevuti durante la competizione;
- lotteria fatta da CONMEBOL e BSWW.

### Punti
Il seguente sistema di punteggio verrà utilizzato durante la fase a gironi:
Partita vinta nei tempi regolamentari: 3 punti.
Partita vinta ai supplementari: 2 punti.
Partita vinta ai rigori: 1 punto.
Partita persa: 0 punti.
Partita vinta a tavolino: 3 punti, e il risultato finale di 3 a 0 in favore della squadra vincente.

### Arbitri
Sedici arbitri sono stati nominati dal CONMEBOL il 1 ° novembre, con le istruzioni per raggiungere Lambaré prima del giorno 9.
- Pablo Defelippi
- Dario Colombani
- Rolando Arteaga
- Juan Gutierrez
- Lucas Estevão
- Mayron dos Reis
- Victor Lara
- Juan Carlos Amaya

- Wilson Bravo
- Fabricio Quintero
- Silvio Coronel
- Jorge Martinez
- Ramon Blanco
- Alex Valdiviezo
- Andres Olivera
- Luis Eduardo Coy

## Squadre partecipanti
Dodici squadre si sono qualificate per partecipare; ciascuno dei campioni nazionali dei dieci campionati nazionali membri di CONMEBOL, più un club aggiuntivo del paese ospitante e il team campione della precedente edizione.
| Paese     | Squadre                    |
| --------- | -------------------------- |
| Argentina | Union Deportivo Provincial |
| Bolivia   | Hamacas FC                 |
| Brasile1  | Vasco da Gama              |
| Brasile1  | Sampaio Corrêa             |
| Cile      | Universidad Arturo Prat    |
| Colombia  | Deportivo Utrahuilca       |

| Paese     | Squadre              |
| --------- | -------------------- |
| Ecuador   | Delfin Sporting      |
| Paraguay2 | Garden Club          |
| Paraguay2 | Universidad Autónoma |
| Perù      | Ferrocarril          |
| Uruguay   | Malvín               |
| Venezuela | Moraga Difalo        |

1.Il Vasco da Gama si è qualificato come campione della precedente edizione. Erano anche campioni nazionali della loro lega, pertanto, il secondo classificato del campionato brasiliano, Sampaio Corrêa, ha preso il posto che sarebbe spettato ai campioni brasiliani.
2. Il Garden club si è qualificato come campione del campionato paraguaiano. Come paese ospite, il Paraguay si è aggiudicato il secondo posto assegnato ai secondi classificati della lega nazionale, Universidad Autónoma.

## Fase a gironi

### Girone A
| Team                       | G | V | V+ | P | GF | GS | +/- | P |
| -------------------------- | - | - | -- | - | -- | -- | --- | - |
| Universidad Autónoma       | 3 | 2 | 1  | 0 | 16 | 8  | +8  | 8 |
| Union Deportivo Provincial | 3 | 2 | 0  | 1 | 15 | 12 | +3  | 6 |
| Hamacas FC                 | 3 | 1 | 0  | 2 | 10 | 11 | -1  | 3 |
| Deportivo Utrahuilca       | 3 | 0 | 0  | 3 | 8  | 18 | -10 | 0 |

### Girone B
| Team           | G | V | V+ | P | GF | GS | +/- | P |
| -------------- | - | - | -- | - | -- | -- | --- | - |
| Sampaio Corrêa | 3 | 3 | 0  | 0 | 28 | 5  | +23 | 9 |
| Moraga Difalo  | 3 | 1 | 1  | 1 | 11 | 22 | -11 | 4 |
| Garden Club    | 3 | 1 | 0  | 2 | 16 | 16 | 0   | 3 |
| Ferrocarril    | 3 | 0 | 0  | 3 | 7  | 19 | -12 | 0 |

### Girone C
| Team                    | G | V | V+ | P | GF | GS | +/- | P |
| ----------------------- | - | - | -- | - | -- | -- | --- | - |
| Vasco da Gama           | 3 | 3 | 0  | 0 | 24 | 6  | +18 | 9 |
| Malvin                  | 3 | 2 | 0  | 1 | 11 | 16 | -5  | 6 |
| Universidad Arturo Prat | 3 | 1 | 0  | 2 | 14 | 16 | -2  | 3 |
| Delfín Sporting         | 3 | 0 | 0  | 3 | 7  | 18 | -11 | 0 |

## Piazzamenti 9º-12º posto

### Semifinali
| Squadra 1               | Risultato | Squadra 2            |
| ----------------------- | --------- | -------------------- |
| Delfin Sporting         | 5-3       | Ferrocarril          |
| Universidad Arturo Prat | 10-5      | Deportivo Utrahuilca |

### Finale 9º-10º posto
| Squadra 1       | Risultato | Squadra 2               |
| --------------- | --------- | ----------------------- |
| Delfin Sporting | 4-2       | Universidad Arturo Prat |

## Finali

### Quarti di finale
| Squadra 1            | Risultato | Squadra 2                  |
| -------------------- | --------- | -------------------------- |
| Malvin               | 7-4       | Moraga Difalo              |
| Universidad Autónoma | 11-3      | Hamacas FC                 |
| Vasco da Gama        | 7-4       | Union Deportivo Provincial |
| Garden Club          | 6-5       | Sampaio                    |

### Semifinali

#### Semifinali 1º-4º posto
| Squadra 1     | Risultato | Squadra 2            |
| ------------- | --------- | -------------------- |
| Malvin        | 5-4 dts   | Universidad Autónoma |
| Vasco da Gama | 10-4      | Garden Club          |

#### Semifinali 5º-8º posto
| Squadra 1     | Risultato | Squadra 2                  |
| ------------- | --------- | -------------------------- |
| Moraga Difalo | 5-3       | Hamacas FC                 |
| Sampaio       | 9-2       | Union Deportivo Provincial |

### Finali

#### Finale 5º-6º posto
| Squadra 1 | Risultato | Squadra 2     |
| --------- | --------- | ------------- |
| Sampaio   | 4-1       | Moraga Difalo |

#### Finale 3º-4º posto
| Squadra 1            | Risultato | Squadra 2   |
| -------------------- | --------- | ----------- |
| Universidad Autónoma | 9-7       | Garden Club |

#### Finale
| Squadra 1     | Risultato | Squadra 2 |
| ------------- | --------- | --------- |
| Vasco da Gama | 8-5       | Malvin    |

## Classifica Finale
| Pos | Team                       |
| --- | -------------------------- |
| 1   | Vasco da Gama              |
| 2   | Malvin                     |
| 3   | Universidad Autónoma       |
| 4   | Garden Club                |
| 5   | Sampaio                    |
| 6   | Moraga Difalo              |
| 7   | Union Deportivo Provincial |
| 8   | Hamaca FC                  |
| 9   | Delfin Sporting            |
| 10  | Universidad Arturo Prat    |
| 11  | Ferrocarril                |
| 12  | Deportivo Utrahuilca       |